# Cantleya
Cantleya là một chi thực vật có hoa trong họ Stemonuraceae.

## Loài
Chi Cantleya gồm các loài: